# Sinplus
Sinplus es un dúo de pop-rock suizo formado por los hermanos Ivan y Gabriel Broggini. El 10 de diciembre de 2011, ganaron el concurso "Die grosse Entscheidungs Show " organizado por las televisiones públicas suizas con la canción "Unbreakable", por lo que representaron a su país en el Festival de la Canción de Eurovisión 2012 que se celebró en Bakú, Azerbaiyán.

## Discografía

### Álbumes de estudio
| Álbum          | Año |
| -------------- | --- |
| Disinformation | - Fecha de lanzamiento: 15 de enero de 2012 - Discográfica: I&G Productions - Formatos: CD, Descarga digital |

### Sencillos
| Año  | Sencillo      | Mejores posiciones en listas | Álbum          |
| Año  | Sencillo      | SWI                          | Álbum          |
| ---- | ------------- | ---------------------------- | -------------- |
| 2011 | "Unbreakable" | 34                           | Disinformation |